# Sanctus
Sanctus, latin för helig, är ett moment i den kristna mässan, ofta det mest högtidliga. Texten är hämtad från serafernas lovsång till Gud i Jerusalems tempel (Jesaja 6:3) och folkets lovsång till Jesus, när han red in i Jerusalem (Matteusevangeliet 21:9; Markusevangeliet 11:9-10; Johannesevangeliet 12:13). Sanctus är trefaldig vilket betyder att de inledande orden sjungs tre gånger efter varann.
Sanctus är även namnet på de små handklockor (se även primklocka) som används vid bland annat katolska kyrkans mässor.

## Text
Svenska:
Helig, helig, helig är Herren Sebaot - hela jorden är full av hans härlighet.
(Jesaja 6:3)
Helig, helig, helig, Herre Gud Sebaot. Himlarna och jorden är fulla av din härlighet. (parafras på Jesaja 6:3 ovan)

Hosianna i höjden.

Välsignad vare Han som kommer i Herrens namn.

Hosianna i höjden.
(Matteusevangeliet 21:9; Markusevangeliet 11:9-10; Johannesevangeliet 12:13)
Latin:
Sanctus, Sanctus, Sanctus,

Dominus Deus Sabaoth.

Pleni sunt caeli et terra gloria tua.

Hosanna in excelsis.

Benedictus qui venit in nomine Domini.

Hosanna in excelsis.